# Николай (Орлов, Николай Никитич)
Епи́скоп Никола́й (в миру Николай Никитич Орлов; 17 декабря 1859, село Лысые Горы, Тамбовский уезд, Тамбовская губерния — 1922, Царицын) — епископ Русской православной церкви, епископ Нижне-Чирский, викарий Донской епархии.

## Биография
Родился 17 декабря 1859 года в семье священника Тамбовской губернии
Окончил Тамбовскую духовную семинарию, затем Московскую Духовную Академию в 1886 году.
С 27 марта 1887 года в течение двух лет он преподавал гомилетику и литургику во Владимирской духовной семинарии, где сразу зарекомендовал себя талантливым педагогом. 22 декабря 1888 года молодой педагог был приглашен в Тамбовскую духовную семинарию в качестве преподавателя по основному, догматическому и нравственному богословию. Еще через два года, с 27 декабря 1890 года, стал преподавать словесность и историю литературы. С 27 сентября 1891 года он также преподавал историю русской литературы в Тамбовском епархиальном женском училище.
Осенью 1910 года назначен на высокую должность уфимского епархиального наблюдателя церковных школ. При Орлове, по мнению современников, церковные школы Уфимской епархии ожили и расцвели.
С 1914 года по 1917 Николай Никитич являлся директором Синодальных школ в городе Новочеркасске Донской области.
После 1917 года сведения о нём становятся отрывочными. Видимо, в период между 1917 и 1921 годами скончалась его супруга Зинаиду Викторовну, с которой прожил не менее 20 лет, и остался с пятью дочерьми.
В августе 1921 года, по пострижении в монашество с сохранением прежнего имени, был хиротонисан во епископа Нижнечирского, викария Донской и Новочеркасской епархии. Имел резиденцию в станице Нижний Чир, центре бывшего Второго Донского округа Области Войска Донского, присоединённого к Царицынской губернии. Кафедральным храмом епископа Николая был нижнечирский Троицкий собор.
12 апреля 1922 года полномочный представитель ГПУ сообщил из Царицына, что епископ «ведет контрреволюционную агитацию» во 2-м Донокруге, а через две недели в Москву уже ушёл доклад о его аресте вместе с несколькими священниками и другими лицами. Первый допрос был произведен уже 12 апреля. Обвиняли владыку в том, что он якобы возглавлял группу, которая «активно противодействовала проведению в жизнь декрета об изъятии церковных ценностей в пользу голодающих».
20 апреля 1922 года был арестован, с предъявлением обвинения «контр-революционная агитация». Епископ Николай и двое священнослужителей были осуждены на «образцово-показательном» процессе, который состоялся в городе Царицын. Умер в тюрьме от холеры или тифа. По другим данным расстрелян.
20 ноября 2007 года был реабилитирован УФСБ и прокуратурой Волгоградской области после обращения митрополита Волгоградского и Камышинского Германа в прокуратуру Волгоградской области и региональное УФСБ.

## Публикации
- Ф. М. Достоевский как беллетрист-проповедник евангельской любви // Тамбовские епархиальные ведомости. 2014. — № 10 (82). — С. 33-41.